# John Hawkins (kompositör)
John Hawkins, född den 26 juli 1944 i Montréal, död den 14 januari 2007 i Toronto, var en kanadensisk kompositör och pianist.
Hawkins studerade piano vid Conservatoire de musique du Québec för Lubka Kolessa och fram till 1970 komposition vid McGill University för István Anhalt. I mitten av 1960-talet deltog han dessutom i sommarkurserna i Tanglewood och 1969 i en dirigentworkshop för Pierre Boulez i Basel.
Som pianist medverkade Hawkins i konserter med Société de musique contemporaine du Québec (SMCQ) i Montréal och var en av grundarna av New Music Concerts i Toronto. Med SMCQ tog han upp Jacques Hétus Cycle. Från 1970 till 2006 undervisade Hawkins vid University of Toronto i musikteori och analys, komposition och orkestrering. För sin komposition Breaking Through belönades han 1983 med Jules Léger Prize för ny kammarmusik.

## Verk
- Eight Movements för flöjt och klarinett, 1966
- Five Pieces for Piano, 1967
- Three Cavatinas (av Walt Whitman, William Butler Yeats och William S. Burroughs) för sopran och kammarensemble, 1967
- Remembrances för kammerensemble, 1969
- Two Pieces for Orchestra, 1970
- Waves för sopran och piano, 1971
- Spring Song für blandad kör, 1974
- Études for Two Pianos, 1974
- Trio für flöjt, cello och xylofon, 1975
- Quintet for Winds, 1977
- Prelude and Prayer (av E. E. Cummings) för tenor och orkester, 1980
- Dance, Improvisation and Song för cello och piano, 1981
- Breaking Through för violin, piano och slagverk, 1982
- Dance Variations für perkussionsquartett, 1983
- Three Archetypes, stråkkvartett, 1984
- substance-of-we-feeling för två perkussionister, 1985
- Two Popular Pieces für två gitarrer, 1986
- The Cicada's Song to the Sun för sopran, oboe och gitarr, 1987
- Light to Dark für Sopran, Klarinette und Klavier, 1987
- The First Fable (av Timothy Findley), barnunderhållning för sopran, dansare, berättare, oboe, cello, slagverk och piano, 1988